# Sam (tv-serie)
Sam en fransk TV-serie, der er skrevet af Claire LeMaréchal og produceret af TF1. Det er en fransk tilpasning af Rita-serien

## Medvirkende
- Natacha Lindinger : Sarah-Amélie Moreau « Sam » , Fransk lærer (Sæson 2)[1]
- Roxane Bret : Anna, la fille de Sam atacha Lindinger remplace Mathilde Seigner
- Valentin Byls : Hugo dit « Boudu », le fils cadet de Sam
- Fred Testot : Xavier Bordat, le principal du collège (saisons 1, 2 et 4), puis professeur (saison 3)
- Fanny Gilles : Véronique Leroy, la CPE (saisons 1 et 2), principale du collège (saison 3), Principal Adjointe (saison 5)
- Charlotte Gaccio : Aurélie Schneck, Fransk lærer (saison 1) puis documentaliste du CDI (depuis la saison 2).
- Issa Doumbia : Nicolas N'Dollo, le CPE (depuis la saison 3)
- Thomas Jouannet : Antoine, l'ami d'enfance de Sam (saison 4)
- Alexane Peret :  Assistante d’éducation
- Tom dollo : Assistant d’éducation
- Patrick Cisat : Conseillère principale d'éducation
- Mathilde Seigner[2]  : Sarah-Amélie Moreau « Sam » , professeur de français (saison 1)
- Marina Vlady : Élisabeth Moreau, la mère de Sam (saison 1)
- Jean-Pierre Lorit : Alexandre, le premier amour de Sam (saison 1)
- Camille Japy : Muriel, la femme d'Alexandre (saison 1)
- Michaël Cohen : Raphael Manzareck, Fransk lærer (saisons 2 et 3)
- Natoo : Samia (saison 3)

### Sæson 1
| № | # | Titel                                             | Litterær oversættelse               | Udgivelsesdato | Instruktør        |
| - | - | ------------------------------------------------- | ----------------------------------- | -------------- | ----------------- |
| 1 | 1 | La Gifle                                          | Smækket                             | 2 mai 2016     | 7.350.000 (29.4%) |
| 2 | 2 | La Confusion des sentiments                       | Forvirring af følelser              | 2 mai 2016     | 6.630.000 (30.3%) |
| 3 | 3 | Sur un arbre perché                               | Ligger på et træ                    | 9 mai 2016     | 6.420.000 (26%)   |
| 4 | 4 | Conjugaison au plus que parfait                   | Konjugation mere end perfekt        | 9 mai 2016     | 5.880.000 (27.7%) |
| 5 | 5 | Liberté                                           | Frihed                              | 16 mai 2016    | 6.530.000 (25.9%) |
| 6 | 6 | Ils vécurent heureux et eurent beaucoup d'enfants | De levede glade og havde mange børn | 16 mai 2016    | 6.080.000 (28.2%) |

### Sæson 2
| №  | # | Titel                         | Litterær oversættelse                   | Udgivelsesdato  | Instruktør        |
| -- | - | ----------------------------- | --------------------------------------- | --------------- | ----------------- |
| 7  | 1 | Les Mémoires                  | Memories                                | 8 janvier 2018  | 5.140.000 (19.9%) |
| 8  | 2 | L’École des mères             | Mors skole                              | 8 janvier 2018  | 4.280.000 (19.6%) |
| 9  | 3 | Je serai, tu seras, elle sera | Jeg vil være, du vil være, hun vil være | 15 janvier 2018 | 4.360.000 (17.5%) |
| 10 | 4 | Les Confessions               | Confession                              | 15 janvier 2018 | 3.680.000 (18.4%) |
| 11 | 5 | Il n'y a pas d'amour heureux  | Der er ingen glad kærlighed             | 22 janvier 2018 | 4.030.000 (16.3%) |
| 12 | 6 | Choix cornéliens              | Cornelian valg                          | 22 janvier 2018 | 3.580.000 (17.5%) |

### Sæson 3
| №  | # | Titel     | Udgivelsesdato  | Instruktør        |
| -- | - | --------- | --------------- | ----------------- |
| 13 | 1 | Allister  | 28 janvier 2019 | 4.190.000 (17.8%) |
| 14 | 2 | Mathis    | 28 janvier 2019 | 3.860.000 (19.9%) |
| 15 | 3 | Charlotte | 4 février 2019  | 4.220.000 (17.9%) |
| 16 | 4 | Victor    | 4 février 2019  | 3.560.000 (18.5%) |
| 17 | 5 | Nadia     | 11 février 2019 | 4.090.000 (18%)   |
| 18 | 6 | Adam      | 11 février 2019 | 3.530.000 (19%)   |
| 19 | 7 | Capucine  | 18 février 2019 | 4.020.000 (16.9%) |
| 20 | 8 | Bettina   | 18 février 2019 | 3.660.000 (19%)   |

### Sæson 4
| №  | # | Titel          | Udgivelsesdato  | Instruktør        |
| -- | - | -------------- | --------------- | ----------------- |
| 21 | 1 | Simon          | 6 janvier 2020  | 3.910.000 (16.5%) |
| 22 | 2 | Arthur         | 6 janvier 2020  | 3.450.000 (17.6%) |
| 23 | 3 | Ava            | 13 janvier 2020 | 4.140.000 (17.7%) |
| 24 | 4 | Rayanne        | 13 janvier 2020 | 3.660.000 (19.1%) |
| 25 | 5 | Kenza et Lucie | 20 janvier 2020 | 3.760.000 (16.3%) |
| 26 | 6 | Emma et Joris  | 20 janvier 2020 | 3.460.000 (17.6%) |
| 27 | 7 | Théo           | 27 janvier 2020 | 3.940.000 (16,9%) |
| 28 | 8 | Julien         | 27 janvier 2020 | 3.530.000 (17.9%) |